# Романовы (телесериал, 2018)
«Рома́новы» (англ. The Romanoffs) — американский телесериал-антология, созданный Мэттью Вайнером.
В июле 2019 года Amazon объявила, что не имеет планов на второй сезон.

## Сюжет
Сериал рассказывает о людях по всему миру, которые считают себя потомками русской царской семьи — Романовых.

## В ролях

### The Violet Hour
- Марта Келлер — Аннушка
- Аарон Экхарт — Грег
- Инес Мелоб — Хаджар
- Луиза Бургуэн — Софи

### The Royal We
- Кори Столл — Михаил Романов
- Керри Бише — Шелли Романов
- Джанет Монтгомери — Мишель Вестбрук
- Ноа Уайли — Иван

### House of Special Purpose
- Кристина Хендрикс — Оливия Роджерс
- Изабель Юппер — Жаклин
- Джек Хьюстон — Сэмюэль Райан
- Майк Дойл — Брайан Норрис
- Пол Райзер — Боб Исааксон

### Expectation
- Аманда Пит — Оливия Уэлл
- Джон Слэттери — Дэниел Риз
- Эмили Радд — Элла Хопкинс
- Джон Тенни — Питер Форд
- Мэри Кей Плейс — Мэрилин Хопкинс
- Майкл О’Нил — Рон Хопкинс

### Bright and High Circle
- Дайан Лейн — Кэтрин Форд
- Рон Ливингстон — Алекс Майерс
- Эндрю Рэннеллс — Дэвид Пэттон
- Кара Буоно — Дебби Ньюман
- Николь Ари Паркер — Шерил Гоуэнс

### Panorama
- Хуан Пабло Кастанеда — Абель
- Рада Митчелл — Виктория Хэйуорд
- Гриффин Данн — Фрэнк Шэффилд
- Дэвид Сатклифф — Филип Хэйуорд

### End of the Line
- Кэтрин Хан — Анка
- Джей Р. Фергюсон — Джо Гарнер
- Аннет Махендру — Елена Эванович
- Клеа Дюваль — Патрисия Каллахан

### The One That Holds Everything
- Хью Скиннер — Саймон Берроуз
- Адель Андерсон — Кэндис
- Гера Хилмар — Ундина
- Бен Майлз — Джордж Берроуз, отец Саймона
- Джей Джей Филд — Джек

## Производство

### Разработка
В октябре 2016 года было объявлено, что компания Amazon выиграла тендер на право производства сериала, перебив ставки шести других компаний; был сделан прямой заказ на съёмки первого сезона из восьми эпизодов с бюджетом в 70 млн. долларов. Сценаристом, режиссёром и продюсером всех эпизодов является создатель «Безумцев» Мэттью Вайнер в сотрудничестве с The Weinstein Company.
В октябре 2017 года после череды обвинений в сексуальных домогательствах против Харви Вайнштейна, Amazon объявил о пересмотре своих связей с компанией Вайнштейна The Weinstein Company. Позже в том же месяце Amazon объявил о полном прекращении сотрудничества с этой продюсерской компанией.

### Кастинг
4 августа 2017 года было объявлено, что Изабель Юппер, Кристина Хендрикс, Джон Слэттери, Джек Хьюстон, Аманда Пит и Марта Келлер исполнят роли в сериале. Через несколько дней Аарон Экхарт присоединился к актёрскому составу. В сентябре 2017 года Кори Столл, Эндрю Рэннеллс, Майк Дойл, Джей Джей Филд, Джанет Монтгомери и Пол Райзер вошли в актёрский состав. В октябре того же года стало известно, что Дайан Лейн исполнит одну из ролей в сериале.

## Отзывы
На сайте-агрегаторе Rotten Tomatoes фильм имеет рейтинг 48% на основании 64 критических отзывов. На сайте Metacritic рейтинг фильма составляет 56 из 100 на основании 25 отзывов.